# 長孫紹遠
長孫 紹遠（ちょうそん しょうえん、506年 - 565年）は、北魏末から北周にかけての人物。字は師。小名は仁。本貫は河南郡洛陽県。

## 経歴
北魏の上党王長孫稚の子として生まれた。父が揚州刺史として寿春にあったとき、紹遠は13歳で一度読んだ『礼記』月令を暗誦してみせて、その博覧強記ぶりは人を感心させた。司徒府参軍事を初任とし、給事中直に叙せられた。後に河東で戦功を挙げて、東阿県伯に封じられた。冠軍将軍・朱衣直閤となり、宮中で食事を上げる仕事をつとめ、安城県侯に進んだ。
孝武帝の初年、司徒右長史となった。534年（永熙3年）、孝武帝が関中に入ると、紹遠は父とともに帝に従った。535年（大統元年）、西魏が建国されると、中書令に任じられた。まもなく父が死去したため、上党王の爵位を嗣いだ。後に馮翊郡公に降封された。四曹尚書・儀同三司を経て、殿中尚書・録尚書事となった。556年（恭帝3年）、大司楽に任じられた。557年（孝閔帝元年）、北周が建国されると、上党公に封じられた。まもなく京兆尹に任じられた。少保・大将軍・小司空を歴任し、河州諸軍事・河州刺史として出向した。後に小宗伯に転じた。
565年（保定5年）夏、涇州趙平郷で死去した。享年は60。郟中熊邵義五州諸軍事・郟州刺史の位を追贈され、諡は献といった。
子の長孫覧が後を嗣いだ。

## 伝記資料
- 『周書』巻26 列伝第18
- 『北史』巻22 列伝第10
- 長孫紹遠墓誌